# ラッダ・イン・キアンティ
ラッダ・イン・キアンティ (伊: Radda in Chianti) は、イタリア共和国トスカーナ州シエーナ県にある、人口約1,400人の基礎自治体（コムーネ）。

## 地理

### 位置・広がり

#### 隣接コムーネ
隣接するコムーネは以下の通り。括弧内のARはアレッツォ県、FIはフィレンツェ県所属を示す。
- カステッリーナ・イン・キアンティ
- カステルヌオーヴォ・ベラルデンガ
- カヴリーリア (AR)
- ガイオーレ・イン・キアンティ
- グレーヴェ・イン・キアンティ (FI)

### 気候分類・地震分類
ラッダ・イン・キアンティにおけるイタリアの気候分類 (it) および度日は、zona E, 2245 GGである。
また、イタリアの地震リスク階級 (it) では、zona 3 (sismicità bassa) に分類される。

## 行政

### 分離集落
ラッダ・イン・キアンティには以下の分離集落（フラツィオーネ）がある。
- Badia a Montemuro, Colle Petroso, Lucarelli, Monterinaldi, Palagio, San Fedele, Selvole, Volpaia